# Winifred Gérin
Winifred Gérin (Hamburgo, 7 de octubre de 1901–28 de junio de 1981) fue una biógrafa británica.

## Biografía
Es conocida como la biógrafa de las hermanas Brontë y de su hermano Branwell, cuyas vidas investigó extensivamente.
Charlotte Brontë: the Evolution of Genius (1967) es considerada como su obra seminal y recibió el James Tait Black Memorial Prize, el Rose Mary Crawshay Prize y el Royal Society of Literature Heinemann prize.
Se educó en el Sydenham High School for Girls y posteriormente en el Newnham College, Cambridge, donde se graduó en 1923.

## Premios y distinciones
- James Tait Black Memorial Prize (1967)
- Rose Mary Crawshay Prize (1967)
- Royal Society of Literature Heinemann prize (1967)
- Fellow of the Royal Society of Literature (1968)
- OBE (1975)

## Obras
- Anne Brontë, Thomas Nelson, 1959
- Branwell Brontë, Thomas Nelson, 1961
- The young Fanny Burney, Thomas Nelson, 1961
- Charlotte Brontë: the evolution of genius, Clarendon, 1967
- Horatia Nelson, Clarendon, 1970
- Emily Brontë: a biography Clarendon, 1971
- The Brontës, Longman, 1973
- Elizabeth Gaskell: a biography, Clarendon, 1976
- Anne Thackeray Ritchie: a biography, Oxford University Press, 1981